# Hello World (musikalbum)
Hello World är debutalbumet från den belgiska sångerskan Belle Perez. Albumet gavs ut 15 september 2000. Originalversionen av albumet innehåller tio låtar. Ytterligare tre låtar, alla på spanska, finns med på den versionen som släpptes i Mexiko. Albumet debuterade på plats 50 på den belgiska albumlistan den 23 september och klättrade upp på plats 13 den tredje veckan, den 7 oktober. Totalt låg albumet på topp-50-listan i tjugo veckor.

## Låtlista
1. Hello World – 3:13
2. Honeybee – 3:23
3. This Crazy Feeling – 3:58
4. Kiss & Make Up – 3:41
5. Hang On to Yourself – 4:20
6. How Can I Tell You – 4:55
7. The Way You Are – 3:03
8. What Am I to Do – 3:34
9. Something You Should Know – 3:29
10. You Make Me Feel Good (The Ooh La La Song) – 3:19
11. Olvidar y besar – 3:41
12. Hola mundo – 3:21
13. Corazón – 3:23

## Listplaceringar
| Lista (2000-2001) | Topplacering |
| ----------------- | ------------ |
| Belgien           | 13           |